# ناحیه ساوانه
ناحیه ساوانه (به لاتین: Savanne District) یک ناحیه در موریس است که در موریس واقع شده‌است.

## خصوصیات
ناحیه ساوانه ۲۴۴٫۸ کیلومترمربع مساحت و ۷۰٬۵۷۵ نفر جمعیت دارد.